# Julius Carry
Julius Carry (Chicago, 12 marzo 1952 – Los Angeles, 19 agosto 2008) è stato un attore statunitense.
Nel corso della sua carriera, è stato accreditato anche con i nomi alternativi: Julius J. Carry Bill, Julius J. Carry III, Julius Carry III e Julius J. Carry.

## Biografia
Julius Carry crebbe a Lake Meadows, nelle vicinanze di Chicago, Illinois, con la madre Helen e il fratello Ronald. Frequentò la Hales Franciscan High School, dove, all'età di 15 anni, entrò a far parte degli Spartan Players, un gruppo di recitazione. In questo gruppo scoprì la passione per la recitazione, recitando in ruoli come Amleto e in West Side Story.
Dopo avere girato il paese con gli Spartan Players, Carry entrò a far parte della Chicago Actors Repertory Company, recitando con loro per quattro anni. Si stabilì poi a Chicago, "praticamente per entrare in nulla di buono", disse allo scrittore Marc Shapiro. Frequentò il Quincy College, ma solo per un anno. La sua famiglia lo incoraggiò a trasferirsi in California per vivere con il cugino a Los Angeles per "rimettersi sui [suoi] piedi."
Una volta a Los Angeles, Carry si iscrisse alla Loyola Marymount University, dove ottenne una laurea in Produzione cinematografica e televisiva. Continuò a frequentare l'università e ottenne un master in arte della comunicazione.

## Carriera
Julius Carry debuttò sulle scene nel 1979 nel film Disco Godfather con la star Rudy Ray Moore, interpretando la parte del nipote di Moore. Successivamente apparve in molti ruoli televisivi, tra cui quello del Dr. Abraham Butterfield nella serie Doctor Doctor (1989) e del cacciatore di taglie Lord Bowler in The Adventures of Brisco County, Jr..
Interpretò inoltre il furfante Sho'nuff nel film L'ultimo drago.
L'ultima sua apparizione come attore fu nell'episodio Eating The Young nella serie The Unit della CBS nel 2006.

## Vita privata
Si sposò due volte e la sua seconda moglie fu Naomi Carry. Morì il 19 agosto 2008 di tumore al pancreas.

## Filmografia

### Cinema
- Disco Godfather, regia di J. Robert Wagoner (1979)
- Basket Music (The Fish That Saved Pittsburgh), regia di Gilbert Moses (1979)
- L'ultimo drago (The Last Dragon), regia di Michael Schultz (1985)
- L'uomo con la scarpa rossa (The Man with One Red Shoe), regia di Stan Dragoti (1985)
- Gli angeli dell'odio (World Gone Wild), regia di Lee H. Katzin (1987)
- Un folle trasloco (Moving), regia di Alan Metter (1988)
- Un ragazzo tutto nuovo (The New Guy), regia di Ed Decter (2002)

### Televisione
- Time Out (The White Shadow) – serie TV, episodio 2x13 (1980)
- Soldato Benjamin (Private Benjamin) – serie TV, episodio 2x22 (1982)
- Hill Street giorno e notte (Hill Street Blues) – serie TV, episodio 3x09 (1982)
- Benson – serie TV, episodio 4x11 (1982)
- Bravo Dick (Newhart) – serie TV, episodio 1x17 (1983)
- Alice – serie TV, episodio 7x22 (1983)
- Bay City Blues – serie TV, 8 episodi (1983-1984)
- Goldie and the Bears – film TV (1984)
- P/S - Pronto soccorso (E/R) – serie TV, episodio 1x22 (1985)
- I Jefferson (The Jeffersons) – serie TV, episodio 11x23 (1985)
- A Team (The A-Team) – serie TV, episodio 4x10 (1985)
- Misfits (Misfits of Science) – serie TV, episodio 1x16 (1986)
- Saranno famosi (Fame) – serie TV, episodio 6x14 (1987)
- Still the Beaver – serie TV, episodi 2x16-3x05 (1986-1987)
- Moonlighting – serie TV, episodio 4x06 (1987)
- Tanner '88 – miniserie TV, episodio 7 (1988)
- Poliziotti in gabbia (Police Story: Monster Manor) – film TV (1988)
- Why on Earth – film TV (1988)
- Duetto (Duet) – serie TV, episodi 3x02-3x08 (1988-1989)
- Nancy, Sonny & Co. (It's a Living) – serie TV, episodi 6x05-6x15 (1988-1989)
- 227 – serie TV, episodi 1x20-5x05-5x06 (1986-1989)
- Jake Spanner. Private Eye – film TV (1989)
- Perry Mason: Campioni senza valore (Perry Mason: The Case of the All-Star Assassin) – film TV (1989)
- Doctor Doctor – serie TV, 40 episodi (1989-1991)
- Tutti al college (A Different World) – serie TV, episodio 5x07 (1991)
- 8 sotto un tetto (Family Matters) – serie TV, episodio 4x03 (1992)
- La signora in giallo (Murder, She Wrote) – serie TV, episodio 9x12 (1993)
- I dinosauri (Dinosaurs) – serie TV, episodio 3x17 (1993)
- Cutters – serie TV, 5 episodi (1993)
- I racconti della cripta (Tales from the Crypt) – serie TV, episodio 5x09 (1993)
- Le avventure di Brisco County Jr. (The Adventures of Brisco County, Jr.) – serie TV, 27 episodi (1993-1994)
- Grace Under Fire – serie TV, episodio 2x10 (1994)
- Progetto Eden (Earth 2) – serie TV, episodio 1x06 (1994)
- Il cane di papà (Empty Nest) – serie TV, episodio 7x10 (1994)
- Misery Loves Company – serie TV, 8 episodi (1995)
- Maybe This Time – serie TV, episodi 1x08-1x13 (1995-1996)
- Murphy Brown – serie TV, 5 episodi (1992-1996)
- Caroline in the City – serie TV, episodio 2x25 (1997)
- Due ragazzi e una ragazza (Two Guys, a Girl and a Pizza Place) – serie TV, 13 episodi (1998)
- Cosby – serie TV, episodi 1x15-3x11 (1997-1998)
- Moesha – serie TV, episodio 4x18 (1999)
- Grown Ups – serie TV, episodio 1x15 (1999)
- Spin City – serie TV, episodio 4x06 (1999)
- Crescere, che fatica! (Boy Meets World) – serie TV, episodi 5x04-7x03-7x21 (1997-2000)
- Squadra Med - Il coraggio delle donne (Strong Medicine) – serie TV, episodio 1x05 (2000)
- Schimmel – film TV (2000)
- Un detective in corsia (Diagnosis: Murder) – serie TV, episodio 8x19 (2001)
- Nikki – serie TV, episodio 1x19 (2001)
- Men, Women & Dogs – serie TV, episodio 1x10 (2001)
- Casa Hughley (The Hughleys) – serie TV, episodio 4x14 (2002)
- The District – serie TV, 4 episodi (2001-2002)
- Do Over – serie TV, 4 episodi (2002)
- Colombo (Columbo) – serie TV, episodio 10x14 (2003)
- Half & Half – serie TV, episodio 2x08 (2003)
- JAG - Avvocati in divisa (JAG) – serie TV, episodi 6x11-10x07 (2001-2004)
- The Unit – serie TV, episodio 1x09 (2006)
- The 12th Man – film TV (2006)